# Erika Lirsen
Erika Lirsen (engl. Erica Lei Leerhsen; 14. februar 1976) je američka glumica, najpoznatija po nastupima u horor filmovima kao što su Veštica iz Blera 2: Knjiga senki, Teksaški masakr motornom testerom i Pogrešno skretanje 2: Ćorsokak, zbog kojih je stekla reputaciju jedne od savremenih kraljica vriska. Takođe je poznata i po ulozi u TV seriji Čuvar.

## Filmografija

### Filmovi
| Godina | Naslov                              | Uloga           | Napomene        |
| ------ | ----------------------------------- | --------------- | --------------- |
| 2012   | Soba leptira                        | Klaudija        |                 |
| 2010   | Slaughter                           | Dženi           | najava          |
| 2010   | Shiver                              | Vendi Alden     | pre-produkcija  |
| 2010   | The Fury                            | Anđela          | pre-produkcija  |
| 2010   | The Help                            | Abigail         | pre-produkcija  |
| 2010   | The Message                         | Ana             | post-produkcija |
| 2010   | Lonely Joe                          | Mišel Koneli    | dovršen         |
| 2008   | Living Hell                         | Keri Friborn    |                 |
| 2007   | Wrong Turn 2: Dead End              | Nina Papas      |                 |
| 2005   | Mozart and the Whale                | Bronvin         |                 |
| 2005   | Little Athens                       | Heder           |                 |
| 2004   | The Warrior Class                   | Ani Salivan     |                 |
| 2003   | Teksaški masakr motornom testerom 5 | Peper Harington |                 |
| 2003   | Anything Else                       | Koni            |                 |
| 2002   | Hollywood Ending                    | glumica         |                 |
| 2000   | Veštica iz Blera 2: Knjiga senki    | Erika Girson    |                 |
| 2000   | Junior Creative                     | Sara            |                 |

### Televizijski nastupi
| Godina | Naslov          | Uloga             | Napomene        |
| ------ | --------------- | ----------------- | --------------- |
| 2006   | CSI: Miami      | Brenda Sanders    | Ep. 4.12        |
| 2005   | Ghost Whisperer | Houp Polson       | Ep. 1.07        |
| 2003   | Alias           | Kaja              | Ep. 3.09 & 3.10 |
| 2001   | The Sopranos    | Birgit Olafsdotir | Ep. 3.01        |
| 2001   | The Guardian    | Amanda Bovles     | 2001-2002       |

## Spoljašnje veze
- Erika Lirsen na sajtu  (jezik: engleski)
- Erica-Leerhsen.com
- Erica Leerhsen's Realm
- Erica Leerhsen at Rotten Tomatoes
- Erica Leerhsen at StarPulse Архивирано на веб-сајту  (9. јул 2009)
- Erica Leerhsen at Yahoo! Movies